# Complesso archeologico Corona Maria
Il complesso archeologico Corona Maria è un insieme di monumenti di età prenuragica e nuragica situato nella frazione carboniense di Cortoghiana, nella provincia del Sulcis Iglesiente.

## Descrizione
Il sito si trova presso la pineta di Cortoghiana ed è composto da due tombe ipogeiche del tipo a domus de janas, risalenti al neolitico recente, e da resti di edifici riconducibili alla civiltà nuragica, databili all'età del bronzo. Questi comprendono un nuraghe, un villaggio di capanne circolari e una tomba dei giganti.
Frammenti di ceramica di età romana testimoniano la frequentazione del sito anche nelle epoche successive.